# Антон Флешар
Антон Флешар (словац. Anton Flešár; 8 травня 1944, Стропков — 11 квітня 2024, Кошиці) — чехословацький футболіст, що грав на позиції воротаря.
Виступав за клуби «Дукла» (Прага) та «Локомотив» (Кошице), а також національну збірну Чехословаччини.

## Клубна кар'єра
У дорослому футболі дебютував 1962 року виступами за команду «Партизан» (Бардейов) з другого дивізіону країни, в якому провів два сезони, після чого у 1964—1966 роках проходив військову службу, виступаючи за «Дуклу» (Прага), де був дублером легендарного Іво Віктора.
1966 року перейшов до клубу «Локомотив» (Кошице), за який відіграв 13 сезонів, будучи основним воротарем команди. У сезоні 1970/71 Флешар навіть забив один гол як воротар у чемпіонаті країни — вибивши м'яч, той приземлився перед штрафним майданчиком суперника, але через сильний вітер відскочив і опинився у воротах. Загалом у чехословацькій вищій лізі зіграв 219 матчів.
Завершив кар'єру футболіста виступами за нижчолігову команду «Кошице», в якій грав до 1984 року у другому та третьому дивізіонах країни.

## Виступи за збірну
9 травня 1970 року дебютував в офіційних матчах у складі національної збірної Чехословаччини у товариському поєдинку з Люксембургом (1:0). А 1 листопада 1972 року провів свій другий і останній матч за збірну, яким була товариська гра проти НДР.
У складі збірної був учасником чемпіонату світу 1970 року у Мексиці, але був лише третім воротарем і на поле не виходив.

## Титули і досягнення
- Чемпіон Чехословаччини (1):

«Дукла» (Прага): 1965/66
- Володар Кубка Чехословаччини (2):

«Дукла» (Прага): 1965/66
«Локомотив» (Кошице): 1976/77